# Даньковский, Пётр Эдвард
Пётр Эдвард Даньковский  (пол. Piotr Edward Dańkowski; 21 июня 1908, Йорданув, Малопольское воеводство — 3 апреля 1942, концлагерь Освенцим, Верхняя Силезия) — блаженный Римско-Католической Церкви, священник, мученик. Входит в число 108 блаженных польских мучеников, беатифицированных Римским Папой Иоанном Павлом II во время его посещения Варшавы 13 июня 1999 года.

## Биография
В 1926 году Петр Эдвард Даньковский поступил в Высшую духовную семинарию в Кракове, одновременно обучался в Ягеллонском университете. 1 февраля 1931 года был рукоположен в священника. С 1931—1932 гг. служил викарием в приходе селения Пашкувке, с 1932—1935 гг. — в приходе селения Суха Бескидзке, с 1935—1941 гг. — в приходе города Закопане, где занимался педагогической деятельность в местной гимназии. Во время Второй мировой войны вместе с братом Станиславом Даньковским слушал радио союзников и издавал в подпольных условия листовки.
10 мая 1941 года был арестован и отправлен в тюрьму города Тарнув, где был подвергнут пыткам. В декабре 1941 года Петр Эдвард Даньковский был переправлен в концентрационный лагерь Освенцим, где погиб 3 апреля 1942 года.
Его концентрационный номер — 24529.

## Прославление
13 июня 1999 года Петр Эдвард Даньковский был беатифицирован Римским Папой Иоанном Павлом II вместе с другими польскими мучениками Второй мировой войны.
День памяти в Католической Церкви — 12 июня.